# Ore o Suki nano wa Omae dake kayo
Ore o Suki nano wa Omae dake kayo (俺を好きなのはお前だけかよ Are You Really the Only One Who Likes Me?, auch bekannt als Oresuki) ist eine Light-Novel-Reihe von Rakuda mit Illustrationen des Zeichners Buriki, die der romantischen Komödie einzuordnen ist. Diese wurde zwischen 2016 und 2022 veröffentlicht und endete mit der Veröffentlichung des 17. Romanbandes.
Eine Umsetzung als Web-Manga mit Zeichnungen von Yū Ijima wurde auf der Shonen-Jump+-App des Verlages Shūeisha veröffentlicht und später auf physischer Ebene verkauft. Der Manga endete nach der Herausgabe des sechsten Manga-Bandes im Tankōbon-Format. Anfang Oktober 2019 startete eine gleichnamige Animeserie, produziert von Connect.

## Handlung
Amatsuyo Kisaragi, genannt Joro, besucht das zweite Jahr der Oberschule und ist mit Taiyō Ōga – Spitzname Sun-chan – dem Ass der Schulbaseballmannschaft befreundet. Aoi Hinata, die von allen Himawari genannt wird, ist seit Kindheitstagen mit Joro befreundet und unzertrennlich. Eines Tages wird Joro von Cosmos, der Schülerratspräsidentin und Himawari auf ein Date eingeladen, welches an einem Wochenende stattfindet. Am Ende der beiden gestehen die beiden, dass sie in Joros Freund Sun-chan verliebt sind und bitten ihn darum ihr bei der Verkupplung zu helfen. Joro offenbart, dass er sich seinen netten Charakter mit dem Zweck angeeignet hat um sich die Zuneigung seiner Mitschülerinnen zu erschleichen und seine wahre Persönlichkeit, die schroff und aggressiv ist, unterdrückt. Er verspricht den beiden Mädchen zu helfen, in der Hoffnung mit der Verliererin eine Beziehung zu starten. Als er etwas später von der unscheinbaren Sumireko  Sanshokuin, Pansy genannt, eine Liebeserklärung erhält gerät sein ursprünglicher Plan ins Wanken. Pansy offenbart ihm, dass sie ihn seit langer Zeit beobachtet, weswegen sie all seine Geheimnisse kennt. Sie erklärt, sich in seinen wahren Charakter verliebt zu haben.

## Umsetzungen

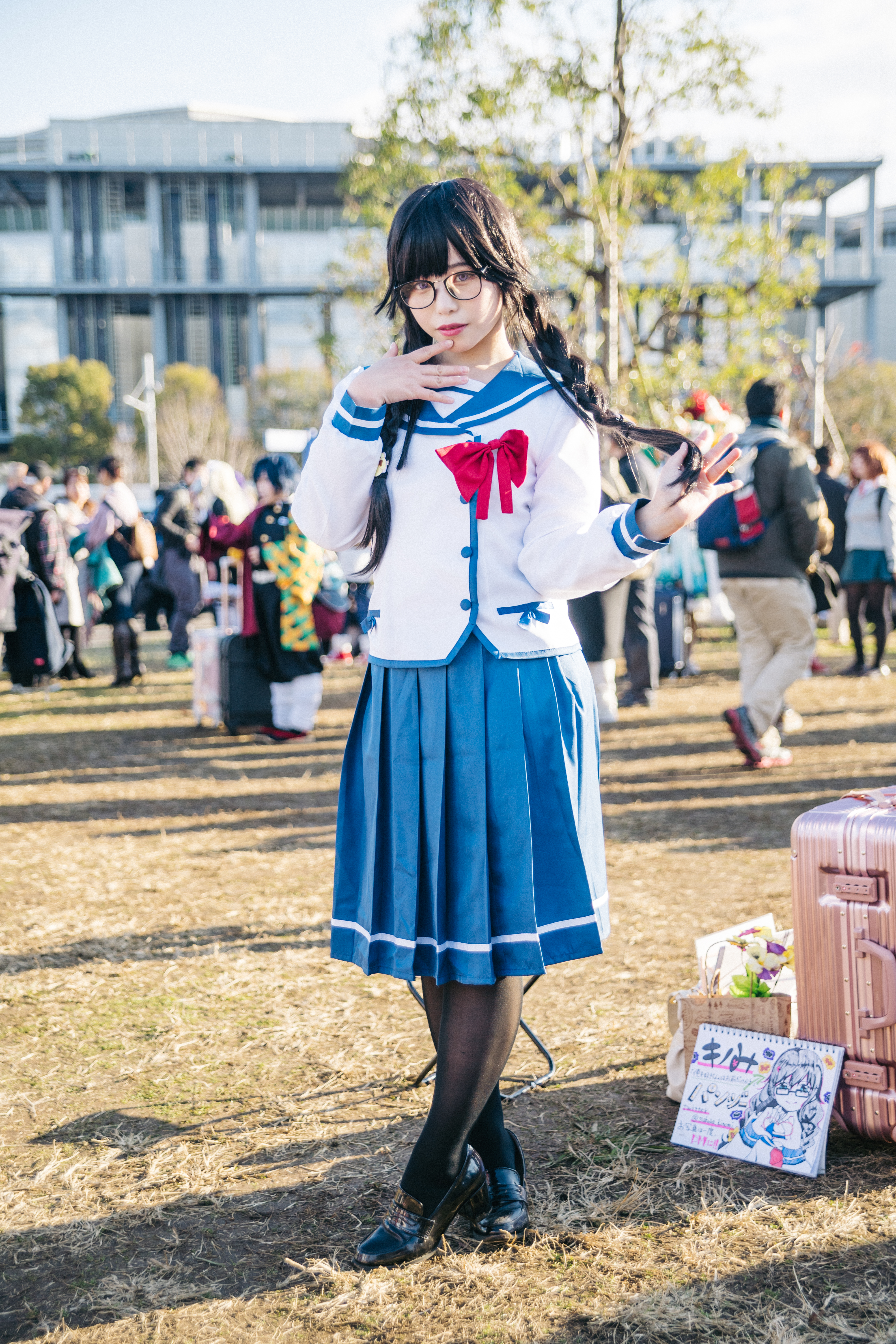
Eine Cosplayerin als Sumireko Sanshokuin

### Light Novel
Die Light-Novel-Serie wurde von Rakuda geschrieben und von Buriki mit Bildern versehen. Der erste Band erschien am 10. Februar 2016 im Dengeki Bunko des Verlages ASCII Media Works. Am 8. Januar 2022 endete die Romanreihe mit der Veröffentlichung des 17. Bandes.

### Manga
Ein von Rakuda geschriebener Web-Manga erschien zunächst auf der Shōnen-Jump+-App des Verlages Shūeisha. Dieser wurde später auf physischer Basis produziert. Bisher erschienen drei Bände des Manga im Tankōbon-Format. Das letzte Kapitel des Web-Manga erscheint am 23. August 2020.

### Anime
Auf dem 25. Dengeki Bunko Fall Festival am 7. Oktober 2018 wurde eine Umsetzung als Animeserie angekündigt. Als Produktionsstudio zeigt sich Connect verantwortlich. Regie übernimmt Noriaki Akitaya. Shoko Takimoto entwirft die Charakterdesigns während die Musik in der Serie von Yoshiaki Fujikawa komponiert wird. Rakuda, der die Vorlage der Animeserie schrieb, wirkt beim Aufbau der Serie mit. Am 2. Oktober 2019 wurde die erste Episode im japanischen Fernsehen gezeigt. Ende November wurde die Veröffentlichung einer zusätzlichen Episode angekündigt, die die ersten neun Folgen der Serie zusammenfasst, bevor in der Woche darauf die Serie mit Ausstrahlung der zehnten Folge weiter geht.
Shuka Saitō, die in der Serie eine Sprechrolle besitzt, singt mit Papapa das Lied im Vorspann, während Haruka Tomatsu, Haruka Shiraishi und Sachika Misawa das Lied im Abspann Hanakotoba interpretieren. Tomatsu, Shiraishi und Misawa die weiblichen Hauptrollen in der Serie.
Aniplex of America sicherte sich die Rechte an der Ausstrahlung der Serie in den englischsprachigen Regionen. Crunchyroll und HiDive zeigen Oresuki in Nordamerika, FunimationNOW neben Nordamerika auch im Vereinigten Königreich während AnimeLab den Anime in Australien und Neuseeland zur Verfügung stellt. Im deutschsprachigen Raum erhielt Wakanim die Lizenz an der Ausstrahlung der Animeserie.
Am 25. Dezember 2019 wurde eine Original Video Animation angekündigt, die sich auf die Charaktere Joro und Hose fokussiert und den Abschluss der Animereihe bilden wird. Diese wurde für den Frühsommer 2020 angekündigt. Am 21. März 2020 wurde die OVA unter dem Titel Oretachi no Game Set für den 23. Mai gleichen Jahres angekündigt. Aufgrund der weltweiten COVID-19-Pandemie wurde die Veröffentlichung der Original Video Animation zwischenzeitlich auf unbestimmte Zeit verschoben. Diese erscheint am 2. September 2020 auf DVD und Blu-ray-Disc.

#### Synchronsprecher
| Rolle                       | Japanische Stimme (Seiyū) |
| --------------------------- | ------------------------- |
| Amatsuyo „Joro“ Kisaragi    | Daiki Yamashita           |
| Aoi „Himawari“ Hinata       | Haruka Shiraishi          |
| Sakura „Cosmos“ Akino       | Sachika Misawa            |
| Sumireko „Pansy“ Sanshokuin | Haruka Tomatsu            |
| Taiyō „Sun-chan“ Ōga        | Yūma Uchida               |
| Hina Hanetachi              | Shiori Mikami             |
| Asaka Mayama                | Shuka Saitō               |
| Chiharu Yōki                | Nao Tōyama                |

## Analyse
Die Spitznamen der weiblichen Protagonistinnen repräsentieren verschiedene Arten von Blumen, während der Spitzname Joro des Hauptcharakters Amatsuyu Katsuragi „Gießkanne“ bedeutet und Taiyos Spitzname die Sonne repräsentiert. Im Verlauf der Serie werden immer wieder Anspielungen auf bekannte Bücher gemacht wie etwa Der seltsame Fall des Dr. Jekyll und Mr. Hyde von Robert Louis Stevenson, Kokoro und Ich der Kater von Natsume Sōseki oder auch Schuld und Sühne von Fjodor Dostojewski.